# Rio Jangada
Le rio Jangada est une rivière brésilienne des États de Santa Catarina et du Paraná.